# Casa de la Piedra
La Casa de la Piedra es una antigua vivienda realizada enteramente de piedra por el cantero Antonio Aguilera Ruedas durante 29 años, entre 1931 y 1960. Está ubicada en el municipio español de Porcuna, provincia de Jaén, Andalucía.

## Historia
Antonio Aguilera Ruedas (1896-1980) pidió terreno en el Ayuntamiento de Porcuna para poder construir una nueva vivienda con sus manos. El consistorio le concedió una zona de escombreras que nadie deseaba, por lo que tuvo que ponerse a sacar escombros. Las obras comenzaron el 14 de enero de 1931, y durante dos años estuvo sacando escombrera, necesitando más de 2000 carros para este cometido con un carrito volquete y una burra de 25 años que había adquirido en un cortijo por 25 reales. Más tarde comenzó con los trabajos de cimentación, y cuando llegó a la altura del Paseo de Jesús, sus hijos comenzaron a ayudarlo, ya que no recibió ayuda económica o material ninguna. Lo primero que realizó fue el aljibe y sus seis arcos con dovelas en seco, más tarde la bodega y el salón de 14 metros. En 1935 encontró la piedra de 7 metros de longitud y 7000 kilos que actualmente se encuentra en el jardín rodeada con doce asientos, emulando la Última Cena, que fue transportada con cuatro ruedas y ayuda de 400 personas. En 1945 ya estaba construida prácticamente la bóveda de toda la vivienda. Las obras concluyeron el 10 de mayo de 1960 después de 29 años, sin más manos que las suyas y sin planos.
En 1971 Antonio recibió la Medalla de Oro al Mérito en el Trabajo por parte del ministro franquista Licinio de la Fuente, quien se trasladó a Porcuna para tal reconocimiento.
En 2016 la casa fue cedida al Ayuntamiento de Porcuna, quien se dedicó a restaurarla con ayuda del arquitecto Pablo Millán. Se restauró el aljibe, se iluminó el edificio, se colocaron numerosas plantas y se añadió un ascensor para mejorar su accesibilidad. Fue abierta al público de nuevo el 2 de agosto de 2018. Finalmente, en febrero de 2023 fue adquirida totalmente por el Ayuntamiento por un precio de 600.000 euros.